# Frédéric Diefenthal
Frédéric Diefenthal (* 26. červenec 1968 Saint-Mandé) je francouzský herec.

## Počátky
Narodil se a vyrůstal v Saint-Mandé. Než se v roce 1991 poprvé objevil před kamerou, tak se živil různými způsoby, i třeba jako holič. Měří 171 cm.

## Kariéra
Před kamerou se poprvé objevil v roce 1991 v televizním filmu Billy. Ve stejném roce na sebe upozornil filmem Podtrženo, sečteno! po kterém účinkoval v řadě filmů.
Českým divákům může být znám z filmů jako Kapitán Conan, Americká stopa, Belphegor: Fantom Louvru, Soukromé záležitosti, Lišák Renart, ale především z čtyřdílné série filmových akčních komedií Taxi, kde hrál smolařského policistu.

## Osobní život
Šest let byl ženatý s herečkou Claire Keim, se kterou má syna Gabriela. Poté byl v letech 2004–2013 ženatý s herečkou Gwendoline Hamon.

## Filmografie

### Filmy
- 1991 Podtrženo, sečteno!
- 1993 Les gens normaux n'ont rien d'exceptionnel
- 1994 Parlez aprés le signal sonore
- 1995 Douce France
- 1996 Une histoire d'amour à la con, Kapitán Conan
- 1997 La marchand de sable
- 1998 Taxi
- 1999 Je veux tout
- 2000 Petite copine, Americká stopa, Taxi, Taxi
- 2001 Jeu de cons, Belphegor: Fantom Louvru, Les ames fortes, Le nouveau big bang
- 2002 Retour en ville, Soukromé záležitosti
- 2003 Taxi 3, Plat du jour, Dédales
- 2004 L'Incruste, Poldou na 24 hodin
- 2005 Le Souffleur, Avant qu'il ne soit trop tard, Voisins, voisines, Lišák Renart
- 2007 Taxi 4

### Televizní filmy
- 1991 Billy
- 1998 Petite menteuse
- 2003 Un homme par hasard
- 2004 Obchod je obchod
- 2005 Comme sur des roulettes
- 2006 Anděl ohně, Jen žádnou paniku
- 2008 Ideální zeť
- 2009 Facteur Chance, Cartouche, le brigand magnifique
- 2010 Ideální zeť 2, Chateaubriand, L'homme sans nom

### Seriály
- 1991 Salut les copains
- 1992 Goal
- 1994-2000 Alice Neversová
- 1995 Police des Polices, Avocat d'Office
- 2005 Clara Shellerová, Élodie Bradford
- 2006 David Nolande
- 2008 Flics
- 2008-2009 Myster Mocky présente
- 2010 Les Virtuoses